# Centre de recherche du château de Versailles
 (février 2023).
La mise en forme du texte ne suit pas les recommandations de Wikipédia : il faut le « wikifier ».
Les points d'amélioration suivants sont les cas les plus fréquents. Le détail des points à revoir est peut-être précisé sur la page de discussion.
- Les titres sont pré-formatés par le logiciel. Ils ne sont ni en capitales, ni en gras.
- Le texte ne doit pas être écrit en capitales (les noms de famille non plus), ni en gras, ni en italique, ni en « petit »…
- Le gras n'est utilisé que pour surligner le titre de l'article dans l'introduction, une seule fois.
- L'italique est rarement utilisé : mots en langue étrangère, titres d'œuvres, noms de bateaux, etc.
- Les citations ne sont pas en italique mais en corps de texte normal. Elles sont entourées par des guillemets français : « et ».
- Les listes à puces sont à éviter, des paragraphes rédigés étant largement préférés. Les tableaux sont à réserver à la présentation de données structurées (résultats, etc.).
- Les appels de note de bas de page (petits chiffres en exposant, introduits par l'outil «  Source ») sont à placer entre la fin de phrase et le point final[comme ça].
- Les liens internes (vers d'autres articles de Wikipédia) sont à choisir avec parcimonie. Créez des liens vers des articles approfondissant le sujet. Les termes génériques sans rapport avec le sujet sont à éviter, ainsi que les répétitions de liens vers un même terme.
- Les liens externes sont à placer uniquement dans une section « Liens externes », à la fin de l'article. Ces liens sont à choisir avec parcimonie suivant les règles définies. Si un lien sert de source à l'article, son insertion dans le texte est à faire par les notes de bas de page.
- La présentation des références doit suivre les conventions bibliographiques. Il est recommandé d'utiliser les modèles {{Ouvrage}}, {{Chapitre}}, {{Article}}, {{Lien web}} et/ou {{Bibliographie}}. Le mode d'édition visuel peut mettre en forme automatiquement les références.
- Insérer une infobox (cadre d'informations à droite) n'est pas obligatoire pour parachever la mise en page.

Pour une aide détaillée, merci de consulter Aide:Wikification.
Si vous pensez que ces points ont été résolus, vous pouvez retirer ce bandeau et améliorer la mise en forme d'un autre article.
 (février 2023).
Le Centre de recherche du château de Versailles (CRCV) a été créé en 2004 et s’attache à étudier les lieux et expressions du pouvoir, tels qu’ils furent représentés au château de Versailles et dans les cours européennes à l'Époque moderne, et ce principalement aux XVIIe et XVIIIe siècles. Son directeur actuel est Mathieu da Vinha.

## Membres
Sous la direction de l’Établissement public du château de Versailles dans un premier temps, le Centre de recherche devient un groupement d'intérêt public le 27 octobre 2006, avec neuf membres fondateurs : le ministère de la Culture et de la Communication ; l'Établissement public du château, du musée et du domaine national de Versailles ; le Conseil général des Yvelines ; la ville de Versailles ; l’École des hautes études en sciences sociales ; l'université Paris IV - Sorbonne ; l’université de Versailles-Saint-Quentin-en-Yvelines ; le Muséum national d'histoire naturelle ; l’Institut National de l’audiovisuel.
Cette formule, plus souple, autorise la mise en commun des moyens humains, intellectuels, matériels et financiers, publics ou privés, qui sont nécessaires au développement de l’activité scientifique de recherche.
Depuis sa création, le Centre de recherche a également accueilli des membres associés : l'École du Louvre, l’université Paris 1 Panthéon-Sorbonne, l’Institut national du patrimoine, CY Cergy Paris Université.
Au 1er janvier 2023, ses membres actifs sont : le ministère de la Culture, l’Établissement public du château, du musée et du domaine national de Versailles, la ville de Versailles, Sorbonne Université, l’université de Versailles Saint-Quentin-en-Yvelines, l’École du Louvre, l’université Paris 1 Panthéon-Sorbonne, CY Cergy Paris Université.

## Thèmes de recherche
La civilisation de cour est étudiée sous plusieurs aspects : modes d’exercice du pouvoir, structure et fonctionnement des institutions curiales, usages et mentalités dans les cours d’Europe, circulation des hommes et des idées, développement des arts et des sciences, architecture et urbanisme (conception des palais), décor et ameublement, collections, jardins (tracé, botanique, circuit hydraulique…) ou encore signification des cérémonies, des fêtes et des spectacles.
L’étude de ces thèmes s’inscrit dans un cadre chronologique souple car elle exige souvent de remonter à des origines antérieures à la période moderne stricto sensu, ou d’explorer des périodes plus récentes. Centré sur l’Europe et ses cours royales et princières, le cadre géographique, qui induit des études comparatives, s’élargit quand il le faut à d’autres régions du monde.
Comme son objet, la recherche au Centre se veut plurielle : fondamentale et comparatiste, bien sûr, mais aussi documentaire pour servir à l’alimentation de nos différentes productions, ou encore appliquée pour déboucher sur des réalisations concrètes.
Face à la dispersion des travaux et à la rareté des études comparatives, le Centre de recherche du château de Versailles est un lieu de confluence et d’incitation à de nouvelles recherches.

## Missions du Centre
Le Centre de recherche du château de Versailles aspire à être un lieu de rencontre international et pluridisciplinaire, ouvert uniquement aux chercheurs. Il donne une unité aux différents travaux qu’il mène ou qu’il initie, suscite de nouvelles recherches et en assure la diffusion.
Les missions du CRCV sont les suivantes :
- donner accès aux lieux et fonds des collections, archives et documents sur le site du château
- favoriser l’accès aux Archives départementales des Yvelines, la Bibliothèque municipale de Versailles, le Centre de musique baroque de Versailles, l’École nationale supérieure du paysage de Versailles et l’Académie du spectacle équestre)[4]
- rassembler et mettre à la disposition des chercheurs des ressources documentaires extérieures par l’utilisation de moyens appropriés
- susciter, soutenir et encadrer des programmes de recherche, voire susciter des réalisations concrètes issues de programmes de recherche appliquée, notamment en matière de spectacles, de botanique ou de médiation culturelle
- participer à des enseignements et à des formations par l’organisation de rencontres, de séminaires ou de visites approfondies
- accueillir des jeunes chercheurs et des chercheurs confirmés, français et étrangers
- assurer la plus large diffusion des recherches par des productions (éditions, multimédia, bases de données…) ou par l’organisation et/ou la participation à des manifestations culturelles (colloques, expositions,…)
- favoriser et participer à des projets innovants ou expérimentaux, notamment en matière de nouvelles technologies
- coopérer au niveau européen et international, comme avec le Réseau des résidences royales européennes.

Le centre de recherche édite le Bulletin du centre de recherche du château de Versailles.
Sa plaquette de présentation est consultable en ligne sur Calameo

## Le portail de ressources du Centre
Le portail de ressources du Centre, mis en ligne en mai 2010, donne accès aux outils et bases de données du Centre de recherche, qui sont enrichis régulièrement, accessibles en partie ou dans leur intégralité, parfois protégés d’un identifiant et d’un mot de passe.

### Bases ressources
- Banque d’images qui rassemble des photographies d’états anciens ou actuels, des peintures, des sculptures, des estampes, des dessins, des plans… en rapport avec le château de Versailles et sa vie de cour [8]
- Base bibliographique qui répertorie des articles et des ouvrages en rapport avec Versailles, la vie de cour en Europe des XVIIe et XIXe siècles ou les sujets abordés plus largement par les programmes de recherche du Centre. La majorité de ces références est accessible dans sa version numérique [9]
- Base biographique qui indexe les personnes qui ont fait l’objet d’études au Centre dans le cadre de l’un de ses programmes ou de l’une de ses publications ainsi que celles détentrices de charges à la cour [10]
- Corpus électroniques du Centre de recherche du château de Versailles [11]

### Bases scientifiques
- Site d'édition numérique Architrave donne accès à une édition critique numérique bilingue de six récits de voyage d’architectes et de diplomates allemands datant de 1685 à 1723. Ces sources précoces contiennent des jugements argumentés sur l’art et la culture française, rares à l’époque[12]
- Immersailles qui vise à rendre accessible en ligne l’identification historico-spatialisée de personnages d’Ancien régime sur des plans d’époque du château de Versailles [13], projet en partenariat avec l'université Gustave Eiffel et l'université Rennes II
- Base "Visiteurs de Versailles" qui recense les écrits dans lesquels des auteurs étrangers ont laissé un témoignage de leur visite à Versailles, entre le règne de Louis XIV et la fin du XIXe siècle. Elle doit permettre d’interroger la diffusion d’un « mythe versaillais » à l’échelle de l’Europe [14]
- Base "Étiquette". À partir de règlements officiels et de mémorialistes, confronte la norme à la pratique [15]
- Base "Hortus" qui rassemble des sources traitant du végétal dans les grands jardins européens à l’époque moderne [16]
- Base "Versailles décor sculpté extérieur", un inventaire-catalogue multimédia qui porte sur tous les décors sculptés ornant les extérieurs des bâtiments du domaine national du château de Versailles et de Trianon [17]